# Pardosa amazonia
Pardosa amazonia este o specie de păianjeni din genul Pardosa, familia Lycosidae. A fost descrisă pentru prima dată de Thorell, 1895.
Este endemică în Myanmar. Conform Catalogue of Life specia Pardosa amazonia nu are subspecii cunoscute.